# Parada do Monte
Parada do Monte is een plaats (freguesia) in de Portugese gemeente Melgaço en telt 487 inwoners (2001).

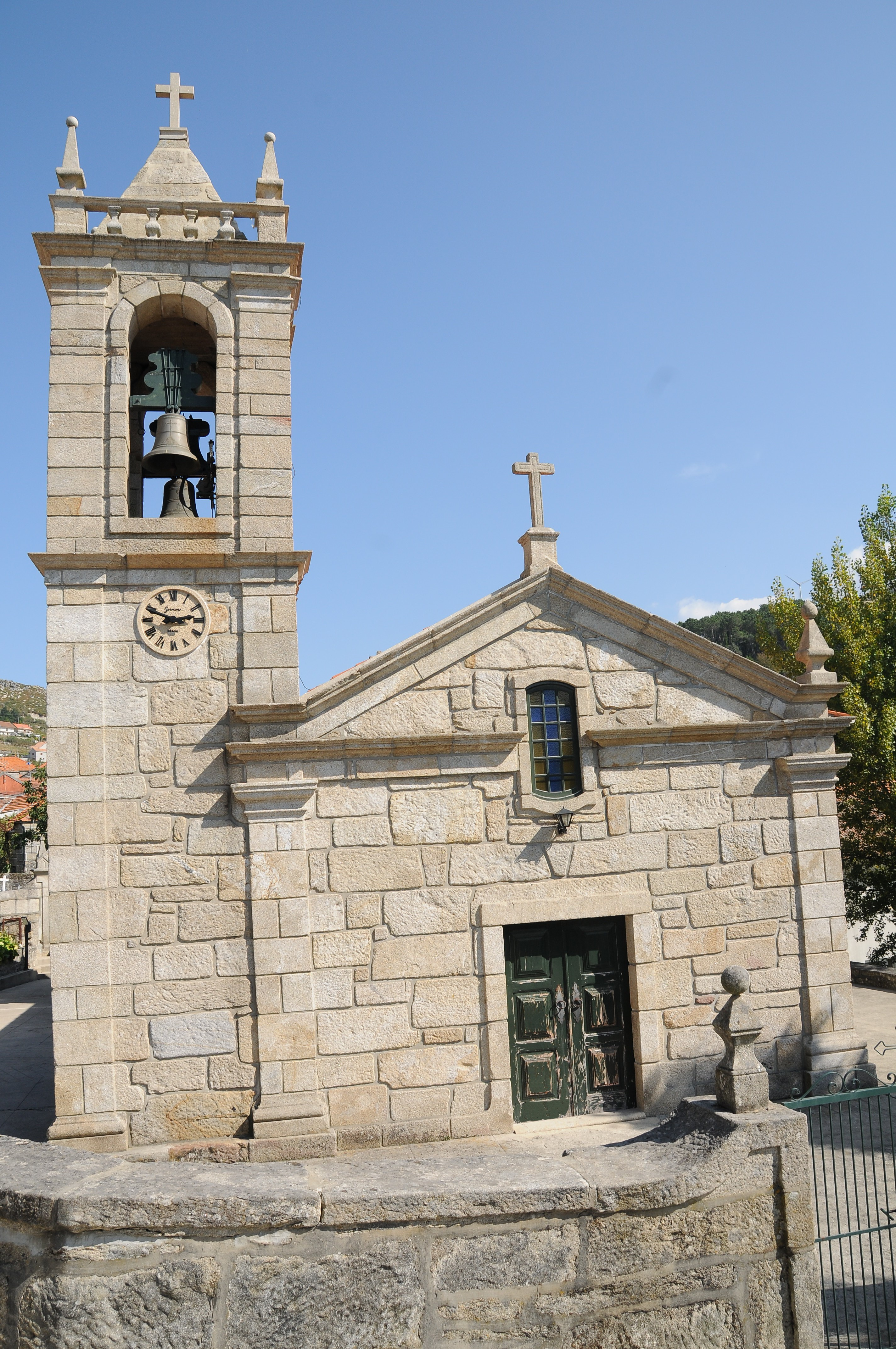